# 탐사보도
탐사보도(探査報道, 영어: investigative journalism)란 기자들이 범죄, 정치 부패, 기업 비리 등 특정 주제를 직접 조사(investigation)하여 캐내는 형태의 저널리즘을 말한다. 탐사보도는 그 연구에서 보도까지 적게는 수개월, 길게는 몇 년이 소비된다. 탐사보도는 정보의 1차 자료가 된다. 탐사보도는 대부분의 신문사, 언론사, 또는 프리랜서 언론인들이 수행한다. 이들은 탐사보도를 "왓치독" 또는 "책임 보도"라는 용어를 사용한다.
대부분의 탐사 저널리즘은 전통적으로 신문, 유선 서비스, 프리랜서 기자들에 의해 수행되어 왔다. 광고를 통한 수입 감소로 인해 많은 전통적인 뉴스 서비스들이 탐사 저널리즘에 자금을 지원하는 데 어려움을 겪고 있습니다. 이는 매우 시간이 많이 걸리고 비용이 많이 들기 때문이다. 저널리즘 조사는 국제적으로도 (파나마 페이퍼와 파라다이스 페이퍼의 경우처럼) 협력하는 뉴스 조직이나 대중과 후원자의 지원에 의존하는 ProPublica와 같은 비영리 단체들에 의해 점점 더 많이 이루어지고 있다.

## 정의
미주리 대학교(Missouri University) 저널리즘 교수 스티브 와인버그(Steve Weinberg)는 탐사 저널리즘을 "독자, 시청자, 청취자에게 중요한 문제를 자신의 주도와 작업 결과를 통해 보도하는 것"으로 정의하였다. 대다수의 경우, 보도 대상들은 이러한 문제들이 공개되지 않기를 원한다. 현재 탐사 저널리즘을 가르치는 대학 학과가 존재하며, 탐사 저널리즘에 관한 동료 검토(peer-reviewed) 연구를 발표하는 학술회의도 진행되고 있다.
영국의 미디어 이론가 휴고 드 버그(Hugo de Burgh)는 2000년에 "탐사 저널리스트는 진실을 발견하고, 그것으로부터의 일탈을 확인하는 것을 직업으로 삼는 사람다. 이 행위는 일반적으로 탐사 저널리즘이라 불리며, 경찰, 변호사, 감사인, 규제 기관 등이 수행하는 유사한 작업과는 구별된다. 이는 목표 대상에 제한이 없으며, 법적 기반이 없고, 공공성(publicity)과 밀접하게 연관되어 있다"고 언급하였다.

## 역사
초기 영국 식민지 아메리카의 신문들은 탐사 저널리즘 때문에 종종 당국에 의해 억압되었다. 예로는 Publick Occurrences Both Forreign and Domestick와 벤자민 프랭클린의 New England Courant가 있다. 영국 당국의 행위를 보도한 기자들은 이후 미국 혁명을 앞둔 혁명적 정서에 기여했으며, 대표적인 사례로는 새뮤얼 아담스 등이 기고한 Boston Gazette가 있다.
미국 저널리즘 교과서에서는 1902년경 McClure's Magazine에서 추진한 머크레이킹 기준이 현대 탐사 저널리즘의 성격에 필수적인 요소로 자리 잡았다고 지적한다. 초기 머크레이커들의 성공은 이후 언론인들에게 영감을 주었다.
1960년대에 이르러 미국에서 탐사 저널리즘의 전망은 *정보자유법(Freedom of Information Act)*과 뉴욕 타임스 대 설리번(New York Times Co. v. Sullivan) 판결로 개선되었다. 또한, 복사기의 발명은 내부 고발자들에게 유용한 도구로 작용했다.
1980년대 이후 미국에서 미디어 대기업의 성장은 탐사 저널리즘 예산의 대규모 삭감과 함께 이루어졌다. 2002년 연구에 따르면 탐사 저널리즘은 상업 방송에서 거의 사라진 상태라고 결론지었다. 이에 따라 비상업 저널리즘이 심층 조사와 보도를 위한 증가하는 수요를 충족하기 위해 점점 더 많은 역할을 맡게 되었다.
가장 큰 탐사 저널리스트 팀 중 하나는 1997년 공공청렴센터(Center for Public Integrity)에서 시작된 워싱턴 기반의 국제 탐사 기자 컨소시엄(International Consortium of Investigative Journalists, ICIJ)이다. 이 단체는 전 세계 65개국 이상의 165명의 탐사 기자들로 구성되어 있으며, 범죄, 부패, 권력 남용에 대해 글로벌 차원에서 협력하여 작업한다. 주요 미디어 매체들과 협력하며 조직 범죄, 국제 담배 회사, 민간 군사 카르텔, 석면 회사, 기후 변화 로비스트, 이라크 및 아프가니스탄 전쟁 계약의 세부 사항, 그리고 최근의 파나마 페이퍼스와 파라다이스 페이퍼스를 폭로했다.
2021년 독일 베를린에 탐사 커먼스 센터가 개관되었으며, 이곳에는 유럽 헌법 및 인권 센터(European Center for Constitutional and Human Rights), 포렌식 아키텍처(Forensic Architecture), 벨링캣(Bellingcat)이 입주해 있다.

## 수사관
탐사보도는 기자(reporter)가 수사관(investigator)이 되어 수사 및 취재 하는 것을 말한다. 기자, 사설탐정(private investigator), 경찰, 검찰, 국정원의 수사관(investigator)의 역할을 한다. 따라서 탐사보도를 하는 방송이나 신문은 "경찰, 검찰, 국정원의 최종 수사보고서"와 같은 성격이 된다.
민간인인 기자들의 수사능력은 공무원인 정부 수사관들 보다 뛰어나다는 평가를 받는다. 어떤 백악관 고위간부는 처음 백악관에 왔을 때는 비밀 도장이 찍힌 보고서들이 정말 귀중한 것으로 보였지만, 얼마 후, 신문에서 읽은 것을 백악관 비밀 보고서에서 다시 읽고 있는 경우가 많다는 것을 깨달았다고 말한다. CIA는 백악관에 일일비밀보고서를 제출하고 있다. 공개출처정보 참조.

## 수사방법
형사소송법상 강제수사만이 법원의 명령으로 발급하는 수색영장, 체포영장, 구속영장, 검증영장 등이 필요하고, 임의수사는 모든 국민과 외국인이 자유롭게 할 수 있다. 신용정보의 이용 및 보호에 관한 법률에서는 정부 수사관이 아닌 일반국민과 외국인이 임의수사로도 몇가지는 수사할 수 없도록 형사처벌하는 조항이 있다.
탐사보도기자가 사용하는 도구는 대략 다음과 같은 것들이 있다.
- 고소장, 법률문서, 세금 기록, 정부 보고서, 규제 보고서, 기업 회계 서류 등 문서의 분석
- 공적 기록물의 데이터베이스화
- 사업 관행과 그 영향, 정부에 대한 정밀 조사 등 전문적 주제 추적
- 사회적, 법적 문제 조사
- 정식 회견은 물론, 익명 제보자(예컨대 내부고발자) 등 다양한 면담의 수집

미주리 대학교 언론학과 교수 스티브 와인버그는 탐사보도를 다음과 같이 정의했다. “누군가 고유의 계획과 작업을 통한 보도 행위이며, 독자·시청자·청취자에 대한 중요성을 고려한다.” 영국의 매체이론가 휴고 드 버러는 다음과 같이 말했다. “탐사보도기자란, 보도 매체가 무엇이든 간에, 진실을 밝히고 그 진실 속에서 과실을 파헤치는 것을 전문적 업으로 하는 남성 또는 여성이다. 그 전문적 활동을 보통 탐사보도라고 일컬으며, 이 활동은 조사 대상에 한계가 없고, 법률적 근거에 바탕한 것이 아니며, 언론 관심의 조명과 가까운 관계가 있다는 점에서, 경찰이나 법조인·감사원·규제기관 등이 주체가 되는 유사한 활동과는 구분된다.”

## 수사 방해
일반적으로 수사를 받는 피의자들은 수사관들을 회유 또는 협박하여 수사를 최대한 못하게 막으려고 하며, 따라서, 뇌물로 회유하고, 언론탄압이나 인사조치 등으로 협박을 한다. 즉 탐사보도 기자들은 수사관인 형사, 검사와 동일한 업무를 하기 때문에, 동일한 회유와 협박을 받는다. PD 수첩도 그러한 회유와 협박을 받아 방송이 장기간 중단되는 등 우여곡절이 많았다.
반면에, 수사관의 역할을 하는 탐사보도 기자가 특정한 정치적, 종교적, 경제적, 사상적, 인종적, 성적 편향성을 가진 경우에는 억울한 사람을 악의적인 수사로 벼랑끝으로 몰 수 있다.

## 수상
- 조지포크 상
- 골드스미스 탐사보도상
- 탐사 기자 및 편집자 상
- 탐사보도 부문 퓰리처상
- 워스 빙엄 상 탐사보도 부

## 같이 보기
- 공공청렴센터